# Braunsried

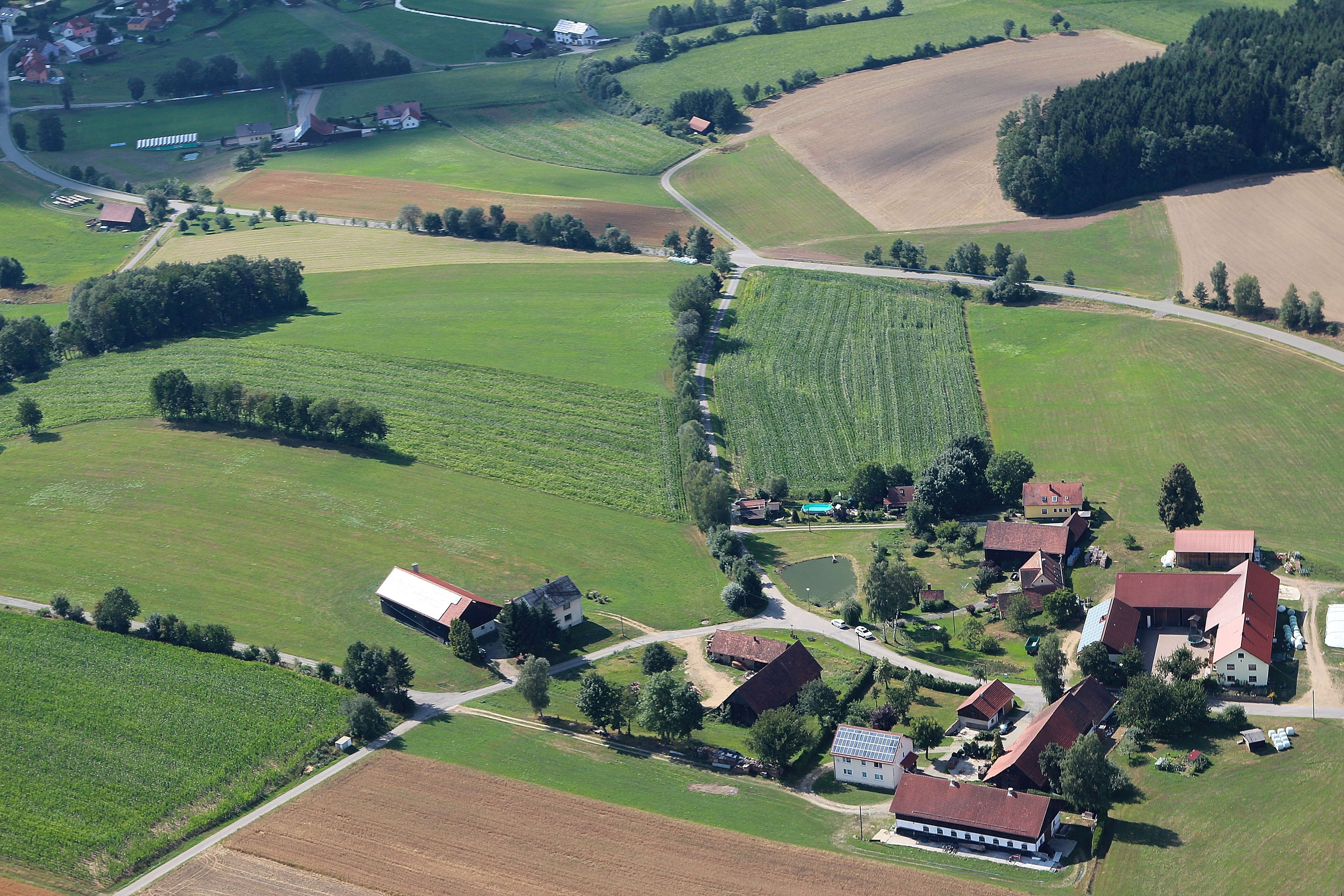
Braunsried (2013)

Braunsried ist ein Ortsteil der Gemeinde Niedermurach im Oberpfälzer Landkreis Schwandorf (Bayern).

## Geographische Lage
Braunsried liegt ungefähr vier Kilometer südlich von Niedermurach am Westhang des Nottersdorfer Holzes.

## Geschichte
In den Musterungsprotokollen von 1587 wird Braunsried erstmals erwähnt.
Zum Stichtag 23. März 1913 (Osterfest) war Braunsried Teil der Expositur Pertolzhofen und hatte 5 Häuser und 27 Einwohner.
1946 löste die Regierung in Regensburg die Gemeinde Nottersdorf auf. Nottersdorf selbst kam zu Niedermurach, Braunsried, Höflarn und Zankendorf zu Pertolzhofen.
Die Bevölkerung von Nottersdorf widersetzte sich dieser Regelung und erreichte, dass die Gemeinde Nottersdorf in ihrer früheren Form am 20. Februar 1948 wiederhergestellt wurde.
Am 31. Dezember 1968 hatte die Gemeinde Nottersdorf mit ihren vier Ortsteilen Höflarn, Braunsried, Nottersdorf und Zankendorf 179 Einwohner und eine Fläche von 621 ha.
Am 31. Dezember 1990 hatte Braunsried 18 Einwohner und gehörte zur Expositur Pertolzhofen.